# Lego Wetan
Lego Wetan is een bestuurslaag in het regentschap Ngawi van de provincie Oost-Java, Indonesië. Lego Wetan telt 3316 inwoners (volkstelling 2010).